# Dol (gmina Krško)
Dol – wieś w Słowenii, w gminie Krško. W 2018 roku liczyła 25 mieszkańców.